# Sechura
Sechura ist die Hauptstadt der Provinz Sechura in der Region Piura in Nordwest-Peru. Sie ist auch Verwaltungssitz des gleichnamigen Distriktes. In der Stadt lebten beim Zensus 2017 33.134 Einwohner, 10 Jahre zuvor lag die Einwohnerzahl noch bei 23.250. Im Zentrum der Stadt befindet sich an der Plaza de Armas die im spanischen Kolonialstil erbaute Kathedrale von Sechura aus dem 17. Jahrhundert.

## Geographische Lage
Die Stadt Sechura liegt am Südufer des Río Sechura knapp 6 km von der Pazifikküste entfernt. Die auf einer Höhe von 11 m gelegene Stadt liegt in der Küstenwüste von Nordwest-Peru (Sechura-Wüste). Die Regionshauptstadt Piura befindet sich 45 km nordnordöstlich der Stadt.